# Бела кула
Бела кула (грч. Λευκός Πύργος) јесте симбол града Солуна. Оригинално је изграђена као део градских зидина, а данас представља туристичку атракцију. Налази се на шеталишту поред мора, а са њеног врха се пружа поглед на луку и град Солун. Када је саграђена ова кула је коришћена као затвор. Посетиоци и данас могу да виде затворске ћелије у њеној унутрашњости. У склопу куле постоји и музеј.
Делфа Иванић је о овој кули записала: Ја опет била сам пуна утисака онога што сам из Скопља донела у коме је те целе године било врло много хапшења, затварања у Беаз Кули у Солуну, одакле се маса света није више никад жива ни повратила.